# 三星Galaxy Prevail
Samsung Galaxy Prevail是南韓三星電子於2011年所推出的中低階智慧型手機，該手機僅在美國搭配Boost Mobile販售。

## 規格[1]
- 螢幕：3.2" TFT-LCD 320x480
- 處理器：高通 Snapdragon MSM7000 800Mhz
- 相機：200萬畫素（無配置LED閃光燈）
- 重量：135g
- 厚度：1.0cm
- 記憶體：有待確認
- 顔色：● 黑
- 産地： 中国
- 上市國： 美国